# Bismutopirocloro
Il bismutopirocloro è un minerale non riconosciuto dall'International Mineralogical Association perché è stata proposta la ridenominazione come oxynatropyrochlore nell'ambito della revisione della nomenclatura del supergruppo del pirocloro ma la specie non è stata ancora completamente descritta.

## Etimologia
Il nome deriva dalla sua composizione chimica: è un pirocloro ricco di bismuto.